# M'hamed Yazid
 (mai 2018).
M'hamed Yazid (en arabe : محمد يزيد), né le 8 avril 1923 à Blida (Algérie) et mort le 31 octobre 2003 à Blida, est un homme politique algérien. Il occupe le poste de ministre de l'Information au sein du Gouvernement provisoire de la République algérienne (GPRA) de 1958 à 1962.

## Biographie
Natif de Blida, il étudie dans cette ville jusqu'à l'obtention de son baccalauréat. En 1942, il adhère au Parti du peuple algérien, parti politique de Messali Hadj. De 1946 à 1947 il occupe le poste de secrétaire-général des Musulmans d'Afrique du Nord.
En 1948, les autorités françaises l'arrêtent et le condamnent à deux ans de prison.
Après sa libération, il retourne en France où il représente le  Mouvement pour le triomphe des libertés démocratiques.
C'est en se rendant au Caire, le 27 octobre 1954 qu'il adhère au FLN.
Après le déclenchement de la guerre d'Algérie, il représente l'Algérie diplomatiquement au sommet de Bandung en 1955 sous la houlette de Hocine Ait Ahmed. En 1955, il est nommé représentant du FLN aux États-Unis. Il participe aux sessions de l'ONU, et parvient plusieurs fois à inscrire la question algérienne à l'ordre du jour.
Lors de la formation du Gouvernement provisoire de la République algérienne (GPRA), il est nommé ministre de l'information, poste qu'il a tenu jusqu'en 1962.
M'hamed Yazid  est un des négociateurs des accords d'Évian, signés le 18 mars 1962 à Évian-les-Bains (Haute-Savoie, France), entre les représentants de la France et du Gouvernement provisoire de la République algérienne (GPRA) durant la guerre d'Algérie.
Avec Ben Youcef Ben Khedda, il a réussi à faire évader Ben Bella de sa prison de Blida. Mais avec l'indépendance de l'Algérie, il est peu à peu écarté du pouvoir.
Il a été directeur général de l'Institut National de la Stratégie Globale au milieu des années 1980[réf. souhaitée].

Décédé en 2003, il est enterré à Blida.

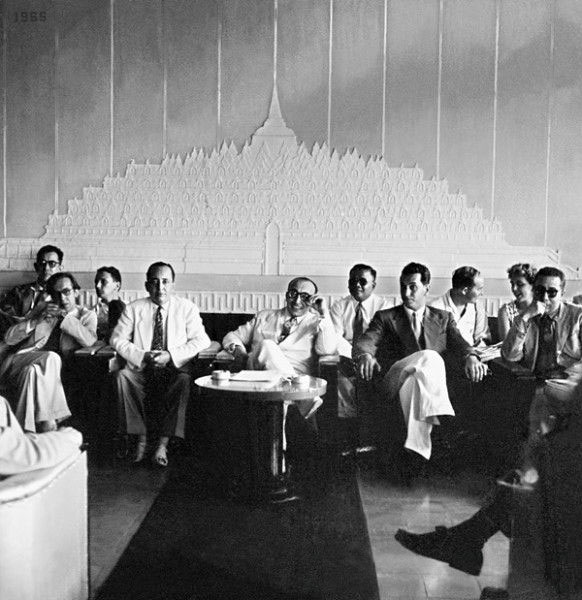
Hocine Aït Ahmed et M'hamed Yazid à la conférence de Bandung le 23 avril 1955.